# Palasport San Lazzaro
Il palasport San Lazzaro, conosciuto anche con il nome sponsorizzato di Kioene Arena (ex PalaBernhardsson, PalaNet e PalaFabris) è il più importante palazzetto dello sport della città di Padova e uno dei più importanti del Veneto. Oltre ad ospitare le partite casalinghe delle squadre padovane di pallavolo, pallacanestro e pallamano, ospita altre manifestazioni sportive come campionati di boxe, gare di scherma, kick boxing, tennis e altre discipline.
La struttura ospita molto frequentemente anche importanti concerti musicali e convegni.

## Storia
La struttura fu costruita dal Comune di Padova e inaugurata il 24 febbraio 1980 con la partita tra Simod Petrarca e Fiat Torino valida per il Campionato di Serie B 1979-1980. Sostituì il piccolo palazzetto dello sport Arcella. L'inaugurazione era prevista per l'estate del 1977, ma vari problemi ne hanno rallentato la costruzione. All'inizio, aveva una capienza di 6000 posti a sedere. Il PalaFabris inizialmente fu chiamato semplicemente San Lazzaro, nome del rione in cui sorge situato nella periferia orientale della città, ed in seguito prese il nome Palanet.
La Pallavolo Padova, ex Petrarca, ha disputato nell'impianto tutti i campionati a partire dal 1987; dal 1987 al 2009 ha militato in Serie A e negli anni successivi ha alternato stagioni nella massima serie ad altre in Serie A2. Il Petrarca Basket ha disputato all'odierno PalaFabris quattro stagioni in serie A2 negli anni novanta, per poi scendere nelle serie minori ed abbandonare in seguito l'impianto. Vi sarebbe tornato per la stagione 2004-2005 con il marchio Acqua & Sapone per disputare il campionato di B1, ma gli scarsi risultati ottenuti lo spinsero poi a lasciare nuovamente il PalaFabris, ed attualmente gioca in un impianto minore cittadino.
Nel maggio 2009 sono iniziati i lavori di ristrutturazione che hanno modernizzato l'impianto e ne hanno ridotto la capienza agli attuali 3.845 posti a sedere, contro i 5.000 degli anni precedenti. Il 22 gennaio 2010 è avvenuta la cerimonia di inaugurazione del rinnovato palasport, a cui è seguito il concerto di Francesco Guccini.. Il 10 febbraio 2010 è stato annunciato il cambio del nome del palasport in  PalaFabris, l'attuale denominazione intitolata ad un'azienda locale che da alcuni anni è entrata nella struttura societaria della Pallavolo Padova.
Per il Campionato mondiale di pallavolo maschile 2010, l'impianto è stato scelto come sede per la preparazione della nazionale del Giappone.
Nella stagione 2010-11, al PalaFabris ha giocato anche il Gattamelata Padova, che militava nella Serie B Dilettanti (quarto livello del campionato italiano di pallacanestro maschile).. Nella stagione successiva, la neonata Basket Padova 1931 ha preso il posto del Gattamelata Albignasego e ha giocato in questo impianto, finendo il campionato con la retrocessione. Nel 2012 il Padova 1931 non si è iscritto al campionato, ed il basket è scomparso nuovamente dal PalaFabris.
Il 15 dicembre 2014, dopo più di due anni, torna ad ospitare una partita di pallacanestro. In tale occasione, la struttura è stata la sede del derby tra Virtus Padova e Petrarca. Il derby che non si disputava in un campionato nazionale da vent'anni è stato vinto dal Petrarca.
Il 30 agosto 2015 è stato annunciato il nuovo nome sponsorizzato del palasport: Kioene Arena.  Il 5 settembre il comune di Padova e la Pallavolo Padova, annunciano l'accordo, che permetterà alla Virtus Basket Padova di disputare le partite casalinghe in questo impianto.

## Caratteristiche
Il rinnovo portato a termine nel 2010 ha riqualificato l'impianto, che dispone ora di una tecnologia all'avanguardia. È dotato di servizi, magazzini, una palestrina e spogliatoi. Il terreno di gioco è completo delle linee che demarcano i campi di pallavolo, pallacanestro, calcio a 5 e pallamano. È inoltre predisposto per ospitare attività di ginnastica artistica. La capienza massima è di 3.845 posti a sedere.
Sorge nel rione San Lazzaro del Quartiere 3 Est di Padova, a poche centinaia di metri dall'uscita di Padova Est dell'autostrada A4 e dall'uscita Padova San Lazzaro della tangenziale est, ed è quindi facilmente raggiungibile con gli automezzi. È collegato al centro cittadino dagli autobus dell'azienda comunale APS.

## Manifestazioni ospitate

### Sport

#### Pallacanestro
- Finale di Coppa Korać: 1

1981-1982

#### Pallavolo
- World League di pallavolo - Prima fase: 1

2011

#### Calcio a 5
- Elite round di Coppa UEFA: 2

2007-08, 2011-12
- Final Eight di Coppa Italia: 3

2009-10, 2010-11, 2011-12